# Pol Mercier
Pour les articles homonymes, voir Mercier.
Jean-Étienne-Polydore Mercier, dit Pol Mercier, né le 25 avril 1819 à Rochefort (Charente-Maritime) et mort le 3 novembre 1874 à Rochefort, est un auteur dramatique et librettiste français.

## Biographie
Fonctionnaire administratif au Ministère de la Marine à Paris, Mercier est décoré de la Légion d'honneur en 1865 en qualité de sous-chef de bureau. Il est retraité l'année suivante avec le grade de commis principal à l'issue de trente ans de services.
Parallèlement, il consacre ses loisirs à la muse théâtrale.
Ses pièces ont été représentées sur les plus grandes scènes parisiennes du XIXe siècle : Folies-nouvelles, Théâtre de l'Odéon, Comédie-française, Théâtre des Variétés, etc.

## Œuvres
- Un nuage au ciel, comédie-vaudeville en 1 acte, avec Jean-François-Alfred Bayard, 1846
- Freluchette, opéra comique en un acte, 1850
- Christian et Marguerite, comédie en 1 acte, en vers, avec Édouard Fournier, 1851
- Méridien, comédie-vaudeville en 1 acte, avec Clairville et Raymond Deslandes, 1852
- Le Roman du village, comédie en vers, en 1 acte, avec Fournier, 1853
- Biribi, pantomime, avant-propos de Théophile Gautier, 1855
- Le Chevrier blanc, conte-pantomime à grand spectacle en 5 tableaux, avec Paul Legrand, 1855
- La Sœur de Pierrot, mimodrame à spectacle en 5 tableaux, avec Legrand, 1855
- La Sœur grise !, scène lyrique, avec Édouard Montaubry, 1855
- Le Calfat, opérette, 1857
- Ce scélérat de Poireau !, vaudeville en 1 acte, avec Clairville et Amédée de Jallais, 1857
- Le Gardien des scellés, vaudeville en 1 acte, avec Clairville et de Jallais, 1857
- Triolet, comédie-vaudeville en 1 acte, avec Clairville, 1857
- Le Diable rose, pièce à ariettes en 1 acte, avec Fournier, 1859
- Un troupier qui suit les bonnes, comédie-vaudeville en 3 actes, avec Clairville et Léon Morand, 1860
- Le Paradis trouvé, comédie en 1 acte, en vers, avec Fournier, 1862
- Le Chagrin de Marie, romance, 1863
- Les Trois Normandes, opérette bouffe en 1 acte, avec F. Barbier (musique), 1863
- Les Cochers de Paris, pièce populaire en 3 actes et 4 tableaux, avec Clairville et Morand, 1864
- Le Pavillon des amours, comédie-vaudeville en 1 acte, avec Henri Vernier, 1864
- Deux permissions de dix heures, opérette en 1 acte, avec Henry Currat et Frédéric Barbier (musique), 1864
- Les Trois Berrichons, vaudeville en un acte, 1864